# Mecklenburg-Vorpommern Baseball Liga
Die Mecklenburg-Vorpommern Baseball Liga (kurz: MVBL) war eine Baseball-Liga in Mecklenburg-Vorpommern. Da in dem Bundesland kein Landesverband des Deutschen Baseball und Softball Verbandes existiert, waren der Hamburger Baseball und Softball Verband und der Schleswig-Holsteinische Baseball und Softball Verband (gemeinsam: S/HBV) an der Organisation des Spielbetriebs beteiligt, der 2011 begann und 2021 endete.

## Gründung
Bis zur Gründung der Rostock Bucaneros und der Rostock Grizzlys im Jahr 2009 gab es in Mecklenburg-Vorpommern keinen Baseball-Sport. Da zwei Mannschaften für einen Liga-Betrieb nicht ausreichen, bemühten sich die beiden Rostocker Teams um weitere Gründungen. So entstanden zunächst die Rügen Predators und die Schwerin Diamonds. Diese vier Mannschaften gründeten am 10. Dezember 2010 die MVBL.

## Vereine
Im Jahr 2021 nahmen drei Vereine an der MVBL teil:
- Greifswald Baltic Mariners (HSG Uni Greifswald)
gegründet am 29. September 2011; Teilnahme seit 2012
- Rostock Bucaneros
gegründet am 27. Juni 2009; Teilnahme seit 2011
- Schwerin Diamonds
gegründet am 6. Februar 2011; Teilnahme seit 2011

Die Schwerin Diamonds stellten zwei Mannschaften, so dass es vier teilnehmende Teams gab.
Die drei Vereine wechselten 2021/22 in den S/HBV.

### Ehemalige Vereine
- Rostock Grizzlys (HSG Uni Rostock)
gegründet am 1. September 2009; Teilnahme 2011 bis 2017 (2017 als SG mit Vikings)
- Rügen Predators
gegründet am 8. Oktober 2010; Teilnahme 2011
- Stralsund Crusaders (SV Medizin Stralsund)
gegründet am 17. April 2011; Teilnahme 2012 und 2013
- Wismar Vikings (FC Wismar Vikings 06)
gegründet am 1. Oktober 2012; Teilnahme 2013 bis 2017 (2017 als SG mit Grizzlys)
- Lübeck Lizards (Lübecker Turnerschaft; Gastteam)
gegründet am 1. Januar 2008; Teilnahme 2012 und 2014 bis 2018
- Neubrandenburg Füchse (SV Chemie 70 Neubrandenburg)
gegründet am 9. September 2015 als Tollense Beavers (bis Ende 2017); Teilnahme 2018 und 2019

## Meister
- 2011 Rostock Bucaneros
- 2012 Lübeck Lizards II
- 2013 Greifswald Baltic Mariners
- 2014 Greifswald Baltic Mariners
- 2015 Greifswald Baltic Mariners
- 2016 Greifswald Baltic Mariners
- 2017 Greifswald Baltic Mariners
- 2018 Schwerin Diamonds
- 2019 Schwerin Diamonds
- 2020 COVID-19-bedingt kein Spielbetrieb
- 2021 Schwerin Diamonds II